# Deutsche Poolbillard-Meisterschaft 1991 (Senioren)
Die Deutsche Poolbillard-Meisterschaft 1991 war die siebte Austragung zur Ermittlung der nationalen Meistertitel der Senioren in der Billardvariante Poolbillard. Sie wurde in Mannheim ausgetragen.
Es wurden die Deutschen Meister in den Disziplinen 14/1 endlos, 8-Ball, 9-Ball und 8-Ball-Pokal ermittelt.

## Medaillengewinner
| Disziplin    | Gold                             | Silber                                 | Bronze                          | 4. Platz                               |
| ------------ | -------------------------------- | -------------------------------------- | ------------------------------- | -------------------------------------- |
| 14/1 endlos  | Tobias Kim (PBF MA-Ludwigshafen) | Hans Jürgen Bins (PBC Fortuna Bexbach) | Hermann Heigl (Rheinland-Pfalz) | Peter Conrad (1. PBC Leverkusen)       |
| 8-Ball       | Mehmet Aksoyer (Rheinland-Pfalz) | Matheo Sergio (Friedberg)              | Rainer Wolf (PC Mörfelden)      | Hans Jürgen Bins (PBC Fortuna Bexbach) |
| 9-Ball       | Mehmet Aksoyer Rheinland-Pfalz   | Hans Jürgen Bins (PBC Fortuna Bexbach) | Roy Laird (BCV Kaiserslautern)  | Klaus Wilms (Hemer)                    |
| 8-Ball-Pokal | Peter Sentheim (Kamp-Lintfort)   | Bernd Dreher (Berlin)                  | Dieter Mund (Darmstadt)         | Peter Conrad (1. PBC Leverkusen)       |